# Syneches albonotatus
Syneches albonotatus är en tvåvingeart som beskrevs av Friedrich Hermann Loew 1862. Syneches albonotatus ingår i släktet Syneches och familjen puckeldansflugor.
Artens utbredningsområde är District of Columbia. Inga underarter finns listade i Catalogue of Life.